# Cochlostoma
Genre
Cochlostoma est un genre de mollusques gastéropodes terrestres, de la famille des Megalomastomatidae et de la sous-famille des Cochlostomatinae.

## Historique et dénomination
Le genre Cochlostoma a été décrit par le zoologiste italien, Giorgio Jan en 1830.

## Taxinomie
Liste des espèces 
- Cochlostoma acutum (Caziot, 1908)
- Cochlostoma apricum (Mousson, 1847)
- Cochlostoma hidalgoi (Crosse, 1864)
- Cochlostoma macei (Bourguignat, 1869)
- Cochlostoma martorelli (Servain, 1880)
- Cochlostoma nouleti (Dupuy, 1851)
- Cochlostoma obscurum (Draparnaud, 1805)
- Cochlostoma partioti (Saint-Simon, 1848)
- Cochlostoma patulum (Draparnaud, 1801)
- Cochlostoma septemspirale (Razoumowsky, 1789)
- Cochlostoma simrothi (Caziot, 1908)
- Cochlostoma subalpinum (Pini, 1884)

Le genre Cochlostoma contient au moins 140 espèces et sous-espèces,:
sous-genre Auritus
- Cochlostoma auritum (Rossmässler, 1837)
- Cochlostoma fuchsi Feher, 2004
- Cochlostoma georgi (A.J. Wagner, 1906)
- Cochlostoma hoyeri (Polinski, 1922)
- Cochlostoma pinteri Feher, 2004

sous-genre Cochlostoma
- Cochlostoma braueri (A.J. Wagner, 1897)
- Cochlostoma cinerascens (Rossmässler, 1837)
- Cochlostoma cretense (Maltzan, 1887)
- Cochlostoma elegans (Clessin, 1879)
- Cochlostoma henricae (Strobel, 1851)
- Cochlostoma mostarensis (A.J. Wagner, 1906)
- Cochlostoma scalarinum (A. & J.B. Villa, 1841)
- Cochlostoma septemspirale (Razoumowsky, 1789)

sous-genre Holcopoma
- Cochlostoma achaicum (O. Boettger, 1885)
- Cochlostoma hellenicum (Saint-Simon, 1869)
- Cochlostoma parnonis Schütt, 1981
- Cochlostoma roseoli (A.J. Wagner, 1901)
- Cochlostoma tessellatum (Rossmässler, 1837)
- Cochlostoma westerlundi (Paulucci, 1879)

sous-genre Obscurella
- Cochlostoma apricum (Mousson, 1847)
- Cochlostoma asturicum (Raven, 1990)
- Cochlostoma bicostulatum Gofas, 1989
- Cochlostoma canestrinii (Adami, 1876)
- Cochlostoma conicum (Vallot, 1801)
- Cochlostoma gigas Gofas & Backeljau, 1994
- Cochlostoma hidalgoi (Crosse, 1864)
- Cochlostoma martorelli (Servain, 1880)
- Cochlostoma nouleti (Dupuy, 1851)
- Cochlostoma obscurum (Draparnaud, 1805)
- Cochlostoma oscitans Gofas, 1989
- Cochlostoma partioti (Saint-Simon, 1848)
- †Cochlostoma salomoni Geyer, 1914

sous-genre Turritus
- Cochlostoma acutum (Caziot, 1908)
- Cochlostoma adamii (Paulucci, 1879)
- Cochlostoma affine (Benoit, 1882)
- Cochlostoma alleryanum (Paulucci, 1879)
- Cochlostoma anomphale Boeckel, 1939
- Cochlostoma crosseanum (Paulucci, 1879)
- Cochlostoma dalmatinum (L. Pfeiffer, 1863)
- Cochlostoma erika (A.J. Wagner, 1906)
- Cochlostoma euboicum (Westerlund, 1885)
- Cochlostoma gracile (L. Pfeiffer, 1849)
- Cochlostoma intermedium (Pini, 1884)
- Cochlostoma kleciaki (Braun, 1887)
- Cochlostoma macei (Bourguignat, 1869)
- Cochlostoma montanum (Issel, 1866)
- Cochlostoma nanum (Westerlund, 1879)
- Cochlostoma pageti Klemm, 1962
- Cochlostoma paladilhianum (Saint-Simon, 1869)
- Cochlostoma patulum (Draparnaud, 1801)
- Cochlostoma philippianum (Gredler, 1853)
- Cochlostoma porroi (Strobel, 1850)
- Cochlostoma sardoum (Westerlund, 1890)
- Cochlostoma simrothi (Caziot, 1908)
- Cochlostoma stossichi (Hirc, 1881)
- Cochlostoma sturanii (A.J. Wagner, 1897)
- Cochlostoma subalpinum (Pini, 1884)
- Cochlostoma tergestinum (Westerlund, 1878)
- Cochlostoma villae (Strobel, 1851)
- Cochlostoma waldemari (A.J. Wagner, 1897)